# 多伊斯伊爾芒斯杜布里蒂
20°40′48″S 55°17′45″W / 20.68000°S 55.29583°W
多伊斯伊爾芒斯杜布里蒂（葡萄牙語：Dois Irmãos do Buriti），是巴西的城鎮，位於該國西部，由南馬托格羅索州負責管轄，始建於1987年11月13日，面積2,345平方公里，海拔高度320米，2011年人口10,442，人口密度每平方公里4.45人。